# 海倫 (演員)
海倫·理察遜·汗（英語：Helen Richardson Khan，1938年11月21日—）是出生于缅甸的印度电影女演員，主要作品为是寶萊塢电影并以「海倫」為藝名。她曾兩次次獲印度電影觀眾獎並是當時印度最頂尖的舞者之一。
海倫的父親是一名英國及印度混血兒，母親是一名缅甸人。她的父亲在二战期间去世，為逃避佔領缅甸的日軍，一家在1943年途步逃往印度孟買。她是剧作家薩利姆·汗的第二位妻子，繼子薩爾曼·汗是宝莱坞巨星。

## 外部連結
- 海倫在互联网电影资料库（IMDb）上的資料（英文）